# Zach Filkins
Zachary Douglas Filkins (ur. 15 września 1978) – amerykański model i gitarzysta. W 2002 roku wraz z Ryanem Tedderem założył zespół OneRepublic.

## Życiorys
Znaczną część dzieciństwa Filkins poświęcił nauce gry na gitarze klasycznej w Barcelonie w Hiszpanii.
Kształcił się w Colorado Springs Christian High School w Colorado Springs, gdzie należał do drużyny piłkarskiej. Tam zaprzyjaźnił się z obecnym kolegą z zespołu OneRepublic Ryanem Tedderem, który namówił go do przeprowadzki do Los Angeles. Przed przeprowadzką Zach przez jakiś czas pracował jako model dla kilku firm promując ich bieliznę i inne stroje.
W czerwcu 2010 roku Zach wraz ze swoją żoną Lindsay przywitał na świecie swojego pierwszego syna, Leightona.
Filkins płynnie mówi po hiszpańsku.

## Kariera

### OneRepublic
Filkins gra na gitarze i śpiewa chórki w zespole OneRepublic. Ponadto Zach wraz z Ryanem Tedderem kompononuje muzykę i pisze teksty do piosenek zespołu. Współtworzył, m.in. "All Fall Down", "Prodigal", "Say (All I Need)", "Sleep", "Something's Not Right Here", "Stop and Stare", "Tyrant" i "Won't Stop" z debiutanckiego albumu OneRepublic "Dreaming Out Loud".